# Collegio dei gesuiti (Messina)

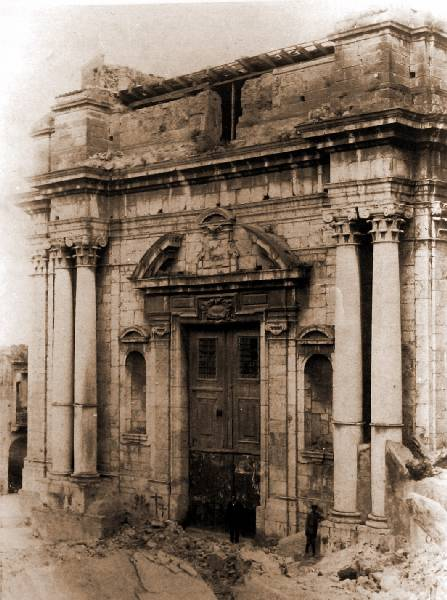
Portale della chiesa di San Giovanni Battista, 1900.

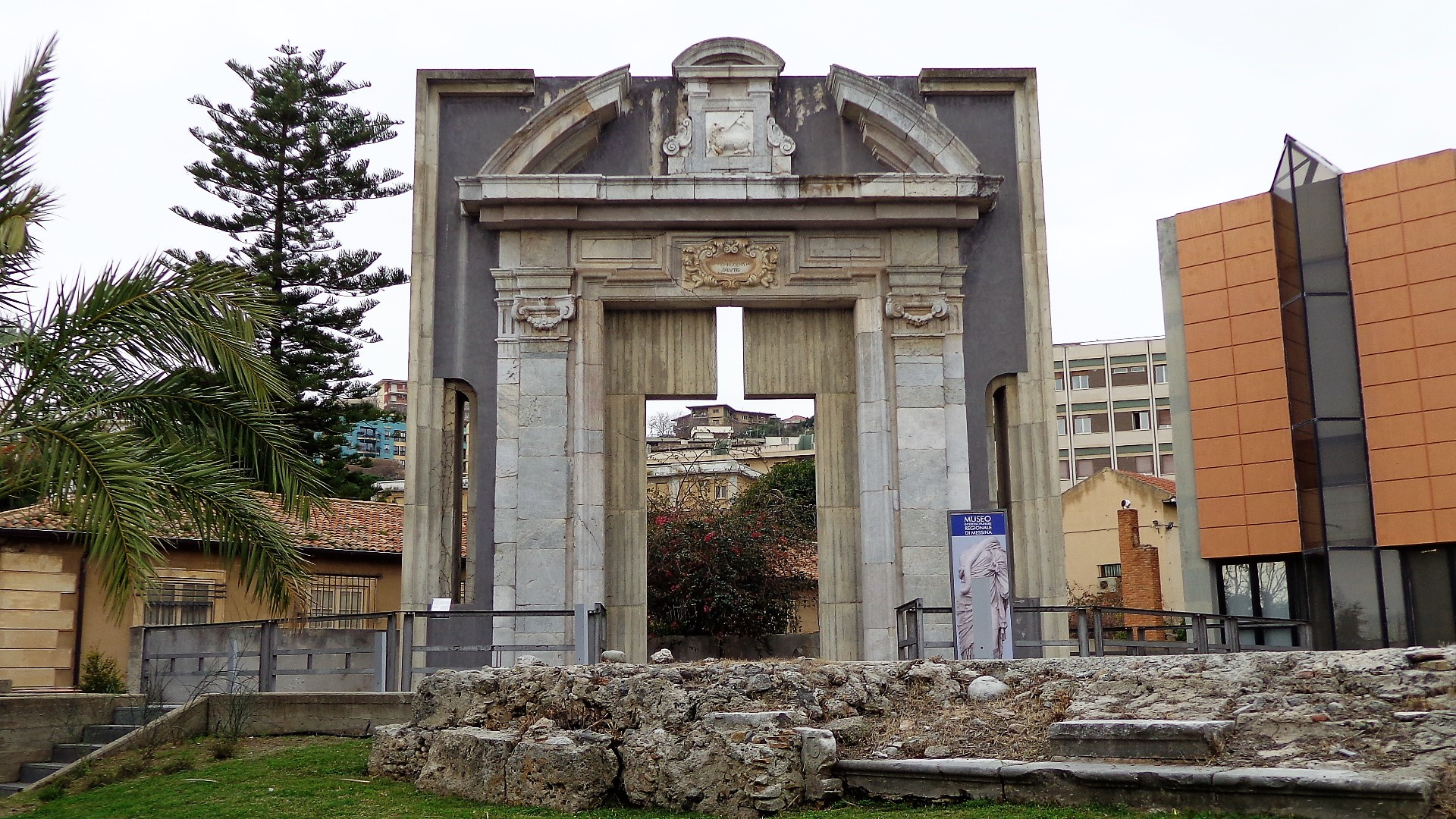
Portale, Museo regionale di Messina.

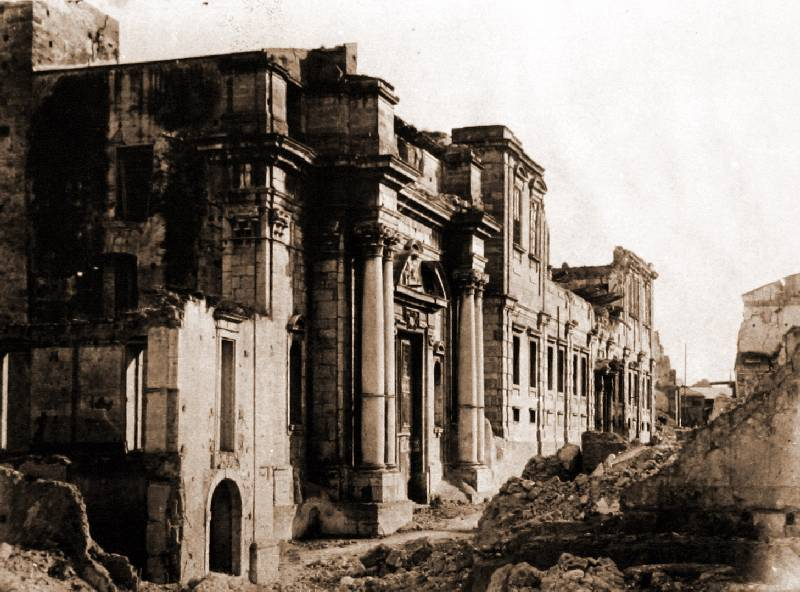
Chiesa di San Giovanni Battista, subito dopo il terremoto del 1908.

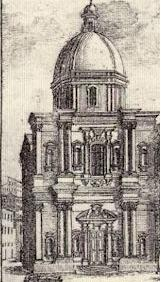
Disegno, XIX secolo.

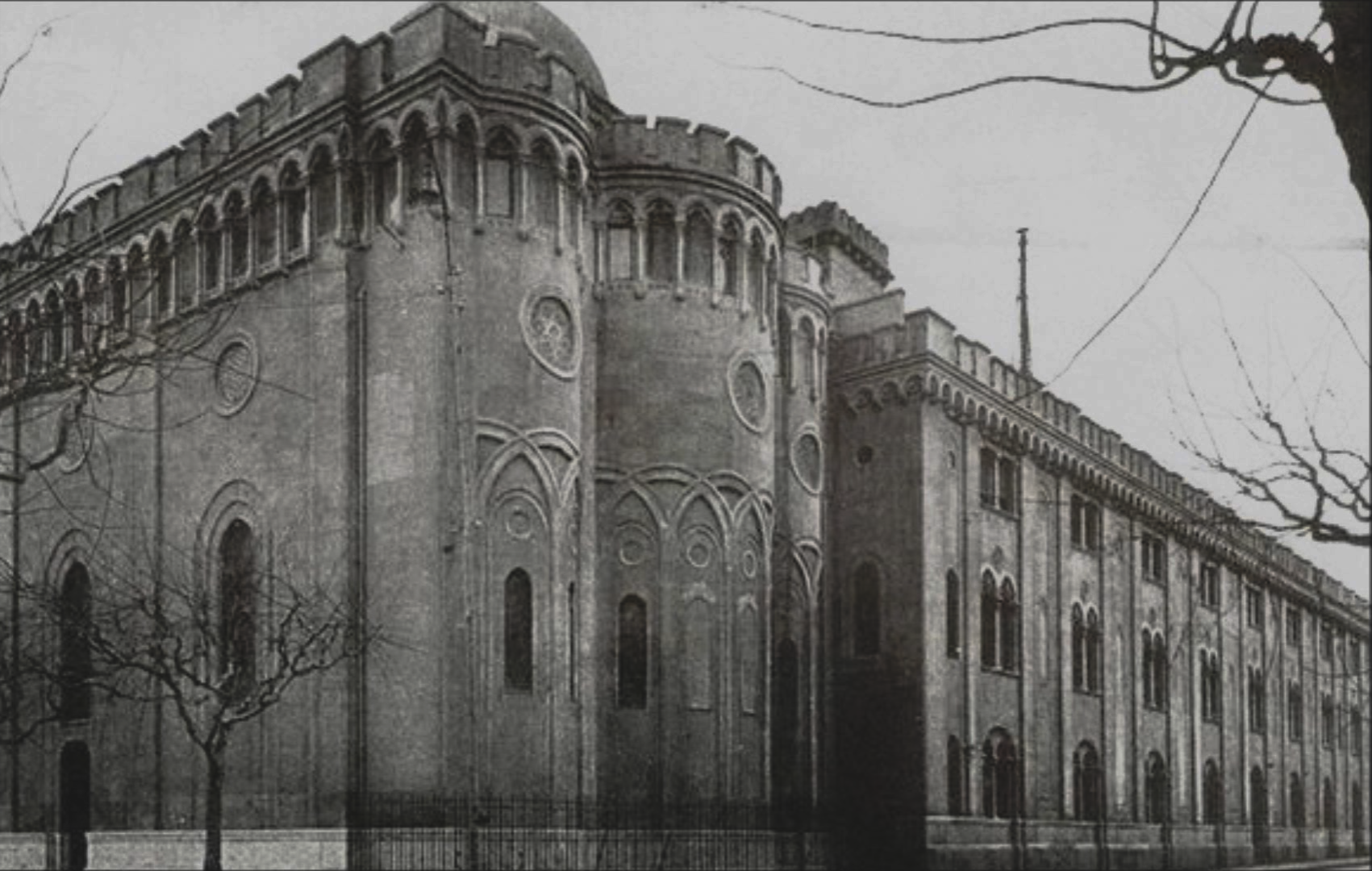
La chiesa di Santa Maria della Scala annessa al Collegio Sant'Ignazio.

Il collegio dei Gesuiti, con l'attigua chiesa di San Giovanni Battista dei Gesuiti, era un importante complesso edilizio della città di Messina che ospitava le attività della Compagnia di Gesù, opera di Natale Masuccio. Fondato su impulso diretto dello stesso Ignazio di Loyola, ospitò il Primum ac Prototypum Collegium Societas Jesus, primo collegio dei gesuiti al mondo e modello per le innumerevoli strutture educative che l'ordine fondò in tutti i paesi cattolici come caratteristica principale della propria attività all'interno della Chiesa. Pesantemente danneggiato dal terremoto del 1908, fu ricostruito in stile eclettico arabo-normanno. Tuttavia l'intero complesso fu poi demolito negli anni settanta per far posto ad un edificio commerciale..

## Collegio dei Gesuiti

### XVII secolo
I gesuiti furono presenti in città fin dal 1548, con la concessione della chiesa di San Nicolò dei Gentiluomini.
L'edificio che accolse in via definitiva il Collegio Prototipo fu edificato a partire dal 1608 su progetto dell'architetto gesuita Natale Masuccio nella contrada del Fosso.
Progettato nel 1604 secondo uno schema planimetrico a due cortili che prevedeva l'ubicazione delle scale all'incrocio dei corpi di fabbrica, i corridoi sui prospetti e le aule e i dormitori sui cortili interni, secondo un modello che la Compagnia definì "modo nostro" e che derivato dal chiostro benedettino medioevale mirava a rendere collegate e organizzate, pur nella loro autonomia funzionale, le tre parti dell'edificio: quella destinata alle scuole area scholarum, quella per i religiosi area collegii e quella per la chiesa.
Fu un modello per tutti gli altri che venivano costruiti nell'isola, caratterizzati da un prospetto severo, con semplici lesene e fasce marcapiano, in cui il rilievo plastico è concentrato esclusivamente nel portale.
In seguito il collegio divenne Messanense Studium Generale cioè sede della prima Università della città di Messina, gestita almeno in parte dagli stessi gesuiti.

### Epoca tra il XVIII e il XIX secolo
Dopo l'espulsione dei Gesuiti dalla Sicilia nel 1767, l'edificio mantenne la funzione di scuola ospitando l'Accademia Carolina o Collegio Carolino di Pubblici Studi. L'8 gennaio 1768 avviene la riapertura del Collegio Primario e di quello di San Francesco Saverio assenti i Gesuiti. Le chiese, le proprietà e pertinenze dei Gesuiti dal 1778 furono affidate all'amministrazione ordinaria del vescovo.
Danneggiato dal sisma del 1783 fu restaurato e ospitò a partire dal 1839 l'Università, ripristinata da Ferdinando I, dopo la sua chiusura a seguito della rivolta antispagnola del 1674.

### Epoca contemporanea
Il terremoto del 1908 danneggiò gravemente tutto il complesso edilizio che fu demolito nel 1913 e di cui non rimane traccia a parte il portale d'ingresso del tempio scampato al disastroso sisma, pertanto tutti i manufatti residui furono destinati alla demolizione, il portale e le quattro colonne in seguito furono inglobati in una parete secondaria della nuova sede dell'Università, edificata anch'essa sull'area del vecchio collegio.
Nel 1933 è stato ricostruito il Collegio Sant'Ignazio, un edificio in stile arabo-normanno, nel quadrangolo tra le via Nicola Fabrizi, Ugo Bassi, XXVII luglio e piazza Cairoli. La Chiesa annessa al Collegio Sant'Ignazio con tre cupole e due torri campanarie è stata progettata dall'ingegnere palermitano Antonio Zanca, in stile arabo-normanno. Era annessa al Collegio Sant'Ignazio un edificio in stile arabo-normanno. Il Collegio e la chiesa annessa al collegio furono distrutti nel 30 aprile 1975, per far posto all'edificio ex Standa, oggi Oviesse.

## Chiesa di San Giovanni Battista
La posa della prima pietra del tempio in contrada del Fosso avvenne nel 1687, molti anni dopo la conclusione del Collegio Primario. Dopo quaranta anni il 30 settembre 1727, avviene l'inaugurazione della chiesa, rito presieduto da Giuseppe Migliaccio. La solenne consacrazione è celebrata il 29 agosto del 1747 da monsignor Tommaso de Moncada arcivescovo e patriarca gerosolimitano.
- XVII secolo, San Giovanni Battista, dipinto, opera di Murrione documentata sull'altare maggiore.[7]
- XVII secolo, Sacra Lettera, dipinto, opera di Giovanni Tuccari.[7]

## Opere

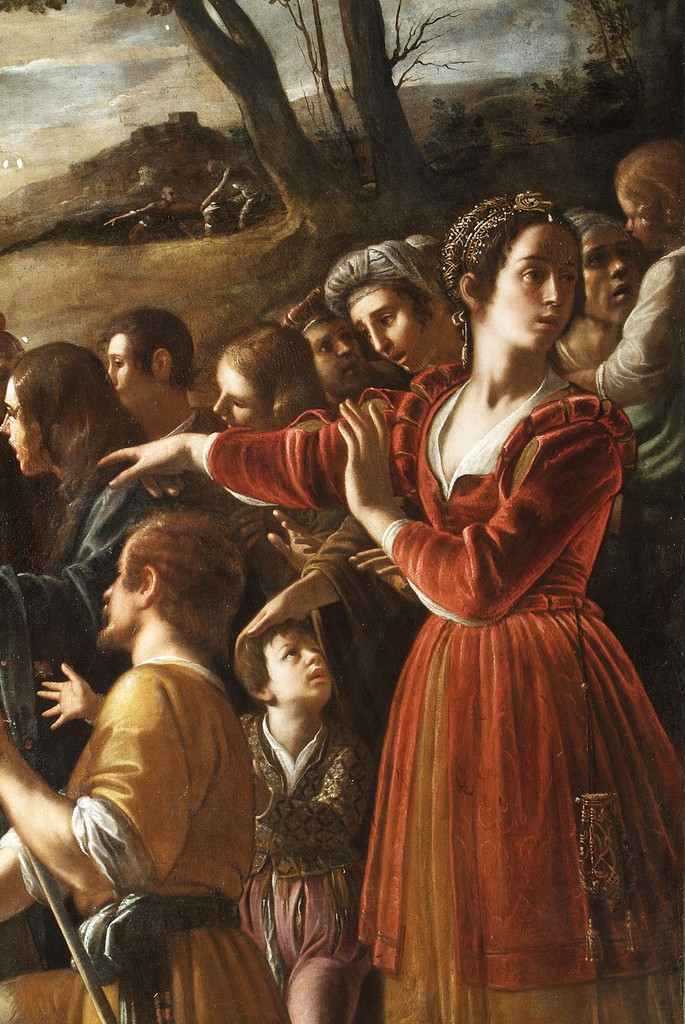
Il miracolo della vedova di Naim, dettaglio, Mario Minniti.

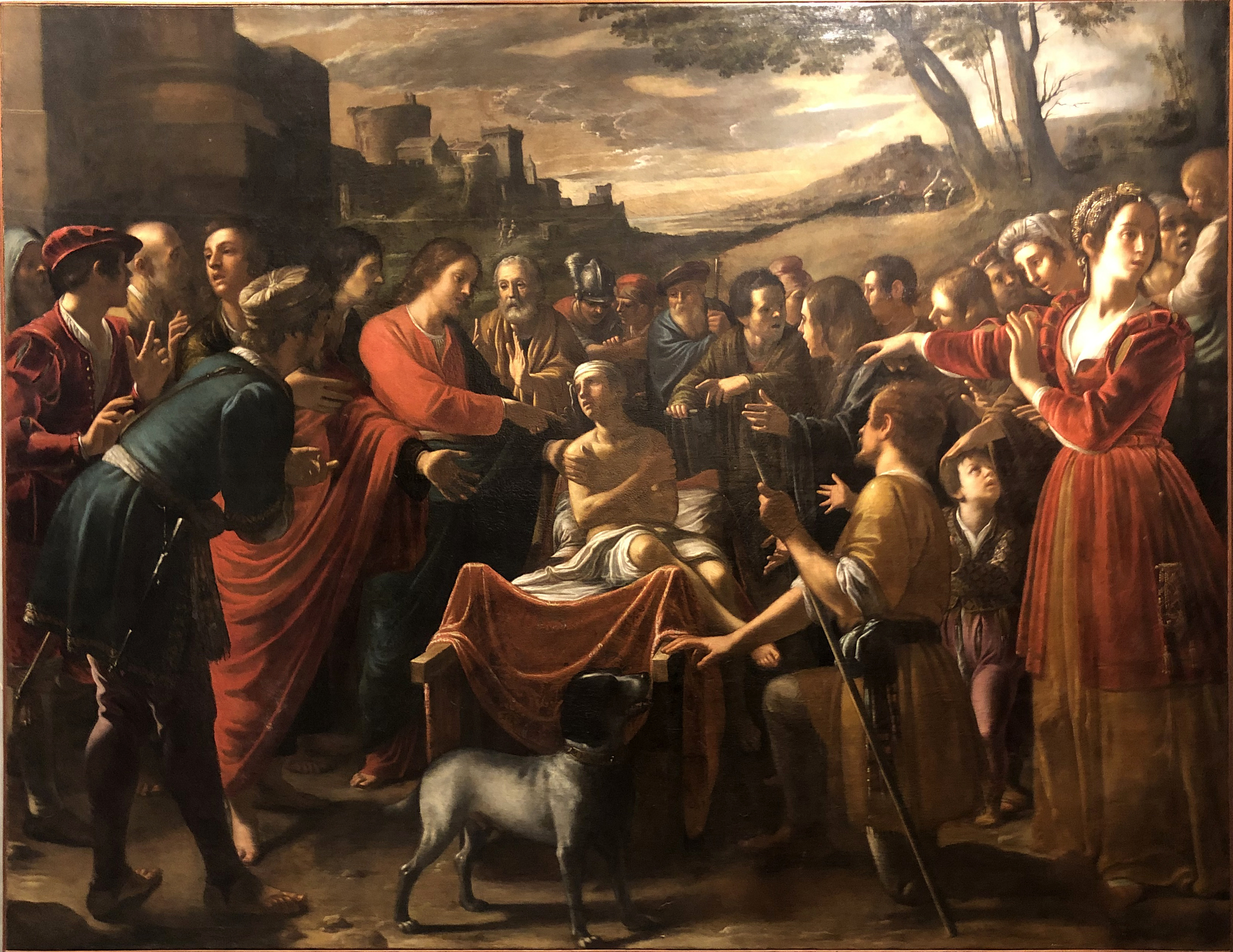
Il miracolo della vedova di Naim, Mario Minniti.

- XVI secolo, Nascita, dipinto su tavola, opera di Polidoro Caldara da Caravaggio.[8]
- XVI secolo, Gesù Cristo raffigurato mentre porta la croce fra Giudei, dipinto su tavola, opera di Polidoro Caldara da Caravaggio.[8]
- XVI secolo, Vocazione di Sant'Andrea, dipinto, opera di Comandè.[8]
- XVI secolo, Vergine raffigurata fra San Pietro e San Paolo, dipinto, opera di Mariano Rizzo.[8]
- XVII secolo, Strage degli Innocenti, dipinto, opera di Alonso Rodriguez.[8]
- XVI secolo, Vergine con Bambino, dipinto su tavola, opera di Antonello da Messina.[8]
- XVI secolo, Gesù Cristo nell'atto di deporsi nel monumento, dipinto, opera di scuola fiamminga.[8]
- XVI secolo, Vergine col Bambino, dipinto, opera di scuola del Carracci.[8]
- XVI secolo, Tutti i Santi, dipinto, opera di scuola polidoresca di Pietro Raffa.[8]
- XVI secolo, Pietà colla Maddalena con angeli, dipinto, opera di Lorenzo Calamech.[8]
- XVI secolo, San Diego, dipinto, opera di Giovanni Paolo Fondulli.[8]
- XVI secolo, Martirio di San Placido, dipinto, opera di Giovanni van Houbraken.[8]
- XVI secolo, Trasfigurazione su Monte Tabor, dipinto, opera di Antonio Catalano il Vecchio o l'Antico.[8]
- XVI secolo, Vedova di Naim, dipinto, opera del Mario Minniti.[8]

I dipinti raffiguranti Giaccobbe al Pozzo, Saul ed episodi del Vecchio Testamento di Agostino Scilla del XVII secolo. e molti altri quadri di Giovanni Quagliata, Domenico Marolì, Giovanni Tuccari, Mario Minniti.
- XVIII secolo, Transito di San Giuseppe, dipinto, opera documentata di Placido Celi.

## Accademia Carolina
Dopo il 1783 della chiesa restò il prospetto, il collegio adattato a università:
Sede universitaria